# P. Hans Frankfurther
P. Hans Frankfurther (Amsterdam, 12 januari 1932 – Pangandaran, 26 augustus 1996) was een filmproducent en veelschrijver.

## Loopbaan
Tijdens zijn studie (politicologie aan de Universiteit van Amsterdam) liet Frankfurther voor het eerst van zich horen als medeoprichter van het internationale studentenfilmfestival Cinestud, dat in de bioscoop Kriterion gehouden werd.
Na zijn niet helemaal voltooide studie werkte Frankfurther eerst een tijdje in de studio van Marten Toonder. Vervolgens richtte Frankfurther het filmproductiebedrijf Pan Film op, dat naast films voor de commerciële markt zoals opdrachtfilms en reclamefilms ook speelfilms voor het grote publiek uitbracht zoals Fietsen naar de maan en Pinkeltje.
Naast zijn filmproducerschap was hij ook hoofdredacteur van twee filmbladen; Cinemagia, en Film en TV Maker. 

## Maatschappelijke activiteiten
Frankfurther was daarnaast maatschappelijk erg actief; hij was een vroeg lid van D'66 en adviseerde het partijbestuur op mediagebied. Daarnaast was hij tien jaar lid van de programmaraad van de NOS. Hij was medeoprichter van Het Stripschap, het Nederlands Contactcentrum voor Science Fiction NCSF en de Concertzender in Amsterdam.

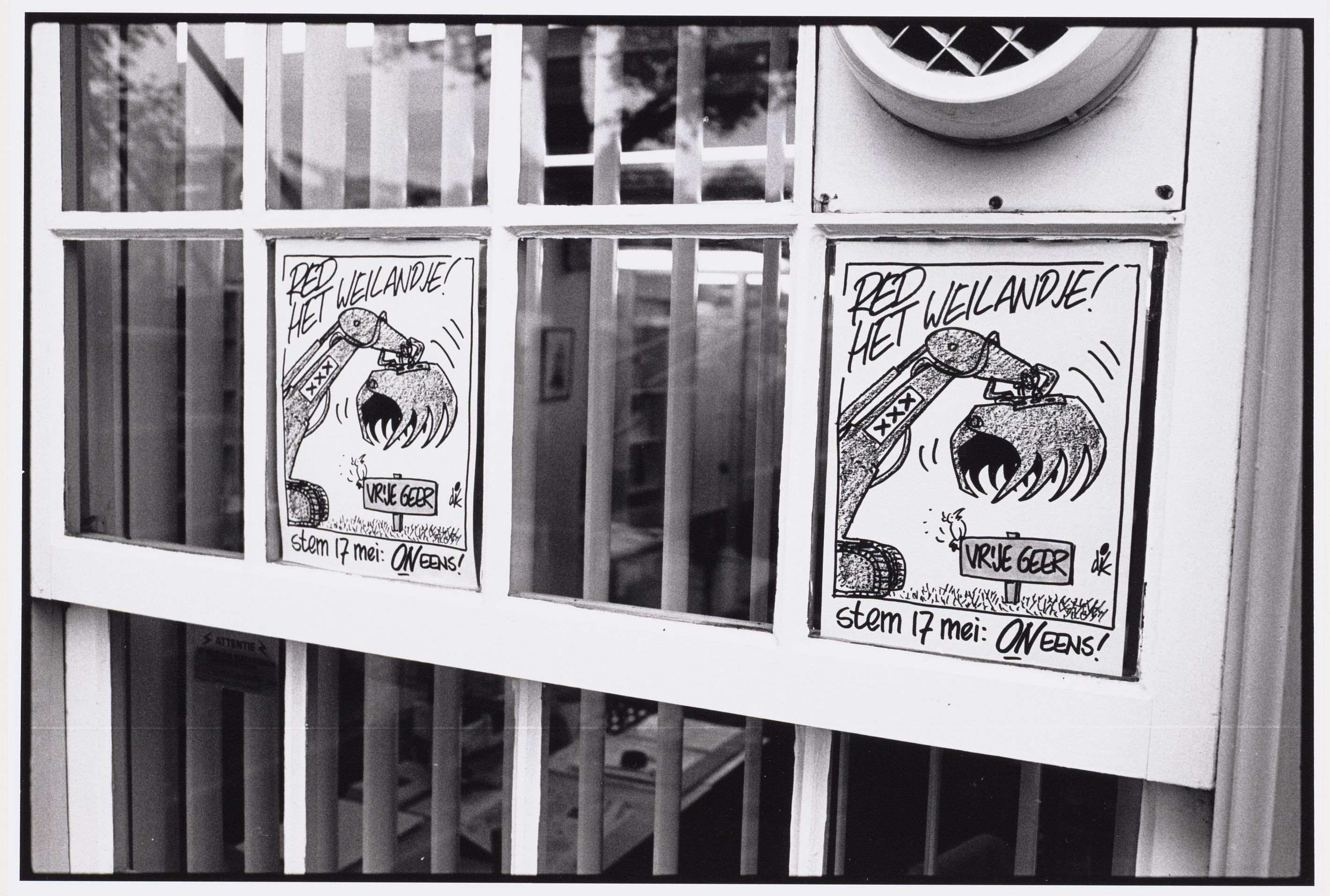
Affiches voor het door Frankfurther geïnstigeerde referendum, mei 1995

Frankfurther was ook initiatiefnemer van een referendum in zijn woonplaats Amsterdam over de bebouwing van een weilandje aan de Vrije Geer bij zijn woonplaats Sloten. 90% van de stemmen was tegen woningbouw, en het weiland in kwestie is nu een natuurgebied.

## Overlijden
Frankfurther verdronk in 1996 tijdens een vakantie in Java bij een mislukte poging zijn zoon Felix Frankfurther (in 1991-1995 Statenlid voor D66) te redden.

## Eerbetoon
Hij was bij leven drager van de Gouden Speld van de stad Amsterdam. Er is in Amsterdam een straat naar hem vernoemd in Nieuw-Sloten, de P. Hans Frankfurthersingel. Het Stripschap heeft een prijs naar hem vernoemd.
- Digitale Bibliotheek voor de Nederlandse Letteren: fran020
- International Standard Name Identifier: 0000 0003 8952 032X
- Library of Congress Control Number: no2020078365
- Nederlandse Thesaurus van Auteursnamen: 073433098
- Virtual International Authority File: 282974875